# Extrusome
Les extrusomes sont des structures liées à la membrane de certains eucaryotes qui, dans certaines conditions, libèrent leur contenu à l'extérieur de la cellule.
Il existe différents types d'extrusomes dont les fonctions sont diverses :
Mucocystes
Ce sont des organites qui sécrètent une masse muqueuse parfois utilisée dans la formation de kystes.
Trichocystes ou éjectosomes
Ce sont des organites qui sécrètent une tige fibreuse.
Toxicystes
Ce sont des organites qui éjectent des composants toxiques. On les trouve chez certains protistes prédateurs. Certains ont la forme d'un tube invaginée, d'autres ont la forme d'une bouteille (haptocystes).
Le genre Ancoracysta (en), en particulier l'espèce Ancoracysta twista, un eucaryote du groupe dit des « Provora », immobilise sa proie à l'aide d'un type d'extrusome appelé ancoracyste.
Nématocystes
Les Nématocystes urticants trouvés chez les animaux Cnidaires peuvent également être considérés comme des extrusomes.
Les extrusomes des dinoflagellés sont importants dans la formation des marées rouges et noires.[citation nécessaire].